# LCSI: Morte sulla Luna
LCSI: Morte sulla Luna (Dead Man on the Moon) è un romanzo del 2006 dello scrittore statunitense Steven Harper, pseudonimo di Steven Spiziks. È un giallo fantascientifico ambientato nel futuro, nell'insediamento Lunare di Luna City.
Nella versione edita da Arnoldo Mondadori Editore nella collana Il Giallo Mondadori (volume n.2973) alla fine del libro è inserito un racconto dal titolo L'attentato dello scrittore Alfredo Colitto. Sulla quarta di copertina è riportato che il romanzo è ambientato nel XXII secolo.

## Trama
Natalie e Bill sono fuori dalla cupola Lunare, nello spazio aperto, sulla superficie della Luna, e durante la loro missione trovano, casualmente, un cadavere. Nel frattempo Noah atterra sulla Luna grazie ad un volo di linea dello shuttle, è diretto all'unica città esistente, Luna City (città universitaria). Noah è uno studente di criminologia di 27 anni, statura nella media, capelli castani, occhi blu, fisico atletico. Un bel uomo, a detta di moltissime donne. Una volta atterrato espleta tutte le formalità e si dirige al suo alloggio e li scopre che l'alloggio è per due persone, ma lo deve dividere con Jake e Wade. Questo sovraffollamento è abbastanza comune a Luna City.
Arrivato all'alloggio riceve una videotelefonata da Linus Pavlik che gli comunica che c'è un problema da risolvere, è stato trovato un cadavere. Linus Pavlik ha 40 anni ed è uno dei pochi residenti a Luna City (la stragrande maggioranza degli abitanti sono studenti e, nel loro tempo libero lavoratori, che finito il motivo del soggiorno, a Luna City, ritornano sulla Terra). Si incontrano e Linus Pavlik conferisce a Noah Skyler l'incarico di agente del LCSI (Luna City Special Investigations), la polizia di Luna City. Ora anche Noah Skyler ha il suo lavoro.
Indossano le tute per poter uscire nello spazio aperto e raggiungono Karen Fang che si trova già accanto al cadavere per effettuare i rilievi del caso. Il cadavere è senza tuta e, ovviamente, è completamente disidratato. Le tracce lasciano indicare che sia morto altrove e non dove è stato trovato. Nonostante la gravità Lunare sia un sesto di quella terrestre, si dispongono tutti e tre per poterlo sollevare, visto che è fragilissimo. Linus si dispone dalla parte della testa, Karen si dispone per sollevare il bacino, e Noah si dispone per sollevare le gambe. Ma qui Noah Skyler commette un grave errore, rompe, senza volerlo, una gamba del cadavere.
Karen, dopo aver portato il cadavere in laboratorio, estrae il DNA dalla vittima e scopre che non c'è nessun ospite Lunare che sia stato registrato con quel DNA (a tutti quelli che arrivano sulla Luna viene prelevato il DNA). Viene ipotizzato, per spiegare la non registrazione del DNA del cadavere, che sia un Morlok. I Morlohk sono abitanti non registrati che vivono nelle fognature di Luna City, anche se questa è ritenuta, da tutti, una favola metropolitana. Nel frattempo che si indaga per capire l'identità del morto, il cadavere viene nominato John Doe (è con questo nome che negli USA chiamano gli sconosciuti, prima che la loro identità sia svelata. N.d.C.).
Noah si sente rammaricato per l'errore commesso e decide, per cercare di farsi "perdonare" di controllare minuziosamente le camere che conducono all'esterno e poi, uscire nello spazio Lunare, tornare sul luogo del ritrovamento del cadavere, ed effettuare i rilievi oggettivi. Lo scopo è prelevare le impronte delle calzature e tutto ciò che possa aiutare nella soluzione del caso. Nel frattempo Karen estrae il chip incorporato nel cadavere (ogni abitante della terra e di Luna city ne ha uno impiantato nel corpo). Il chip viene portato da Hector Valdez, tecnico informatico, per cercare di leggere i dati che contiene. Una volta che Noah è arrivato sul luogo del ritrovamento si sente stanco e decide di andare a dormire e tornare sul luogo del ritrovamento, per i rilievi, in un'altra occasione. Qui, sulla Luna, sull'esterno della cupola, non ci sono agenti atmosferici che possano deteriorare la scena di un crimine.
Noah Skyler viene contattato per fare un'apparizione in teatro per uno spettacolo di cabaret, questo è il suo secondo lavoro. Poco dopo esce fuori dalla cupola e torna nel luogo del ritrovamento per prendere i calchi di tutte le impronte delle tute spaziali che si trovano intorno al luogo del ritrovamento di John Doe. Nel frattempo le indagini proseguono, per poter trovare l'identità di John Doe e del suo assassino. Linus porta il teschio di John Doe dalla professoressa Julia Espinoza per poterne ricavarne i lineamenti del viso. Poco dopo viene scoperto un secondo cadavere e Noah viene incaricato da Linus di interrogarlo.
Il presidente di Luna City, contatta Linus per avere maggiori informazioni sui due morti ritrovati in solo due giorni. Noah si dirige all'ospedale per interrogare il cadavere di Viktor Riza morto per annegamento. Viktor, al momento di morire, aveva assunto della droga dal nome "blu". Il "blu" è una nuova droga sintetica abbastanza facile da produrre e veniva usata per poter avere delle prestazioni sessuali superlative. Viktor confessa, nonostante sia ufficialmente e legalmente morto, di usare il blu e di averlo usato per potersi divertire con Crysta Nell e Bredda Meese, due sue amiche.
Noah va sul luogo del ritrovamento del secondo cadavere e dopo un primo sopralluogo si dirige verso l'appartamento di Crysta per interrogarla. Non riesce a scoprire molto da questo interrogatorio, ma grazie alle informazioni di Wade, uno dei suoi coinquilini, riesce a sapere dove si spaccia il blu. Linus e Karen continuano ad analizzare tutto quanto possiedono su John Doe. Si rendono conto che manca una scarpa e decidono di uscire sulla superficie Lunare per cercarla, potrebbero esserci indizi importanti per scoprire l'assassino di John Doe.
Noah Skyler è già sotto pressione, si trova sulla Luna da solo due giorni e si sta occupando di due morti, (John Doe e Viktor Riza), ha litigato con un suo compagno di stanza (Wade Koenig) e deve preparare uno spettacolo in teatro. Noah si apposta nel luogo indicato da Wade Koenig, dove si spaccia il blu. Dopo un'estenuante attesa vede Bredda Meese che sta accalappiando un nuovo potenziale "cliente" per il blu. Non essendoci praticamente nessun residente a Luna City, per poter spacciare la droga bisogna cercare sempre nuovi clienti, visto che i clienti, dopo i loro studi, tornano sulla terra.
Bredda Meese è tutta intenta a convincere il suo nuovo cliente e per cercare di convincerlo gli promette.. (il blu è una droga che permette..). Bredda contatta il suo fornitore e, nel giro di pochi minuti, arriva Indigo, il fornitore di blu. Bredda, Indigo e Todd (il nuovo potenziale cliente) si dirigono in un posto un po' più tranquillo per poter svolgere i loro traffici illeciti. Noah li segue e, nella foga di non perderli tra la folla, viene scoperto. Si scatena un putiferio e Noah estrae la sua pistola a proiettili.. di vernice arancione indelebile. Riesce a colpire sia Bredda che Indigo con i proiettili di vernice indelebile, ma loro riescono a dileguarsi sfuggendo all'arresto.
Il tempo stringe e Noah ha il suo spettacolo in teatro da fare. Torna al suo alloggio si dà una ripulita, si fa visitare dal dottore computerizzato che è presente in tutti gli alloggi, e poi si fa medicare. Dopo aver cenato, si dirige in teatro. Lo spettacolo è un successo strepitoso. Intanto le indagini sui due omicidi continuano e mentre Linus e Karen si occupano dell'omicidio di John Doe, Noah si occupa della morte di Viktor Riza.
Linus e Karen scoprono che John Doe è stato espulso da uno shuttle e, per inerzia si è arrestato nella posizione dove è stato trovato. Dopo varie indagini scoprono che l'assassino di John Doe si chiama Donato Giacci che ha cambiato il nome prendendo quello di un suo compagno e amico di università. In contemporanea Noah Skyler risolve il suo caso e sgomina un traffico di blu.

## Personaggi
- Linus Pavlik: Ispettore capo LCSI
- Noah Skyler: Studente di criminologia e agente LCSI
- Gary Newburg: agente LCSI
- Karen Fang: responsabile medico di Luna City
- Jake Jaymes: coinquilino di Noah Skyler
- Wade Koenig: coinquilino di Noah Skyler
- Hector Valdez: capo del Dipartimento di tecnologia informatica dell'università di Luna City.
- Ravi Pandey: rettore dell'università e presidente di Luna City
- Indigo: spacciatore di BLU, una nuova droga.

## L'attentato
Questo racconto di Alfredo Colitto è allegato al romanzo LCSI: Morte sulla Luna. Il protagonista di questo racconto narra in prima persona la sua storia. Anche in questo caso l'ambientazione è nel futuro.

### Trama
Il protagonista è un uomo che esce dalla prigione, ad aspettarlo all'uscita c'è il figlio di nome Michele e il suo fidanzato Andrea. Michele e Andrea vogliono fare un'azione dimostrativa. Vogliono versare acido sulle pellicce che sono in un grande magazzino. Il grande magazzino è proprietà di una società indiana. Il protagonista deve rimanere a casa e inscenare una festa con suo figlio e Andrea, mentre loro invece sono in un grande magazzino a effettuare lo sverso dell'acido sulle pellicce.
Michele e Andrea si introducono nel grande magazzino, mentre il padre di Michele è a casa a simulare la sua festa di ben tornato. Il protagonista dopo poco decide che è meglio che li raggiunga, possono aver bisogno di lui. Anche lui si introduce nel grande magazzino, chiama il figlio e scopre che una guardia giurata presente all'interno del grande magazzino li tiene sotto tiro di una pistola. Ne nasce una sparatoria, e Andrea viene colpito, Michele e suo padre si riparano dietro a degli scaffali. Sta per arrivare la polizia chiamata dalla guardia giurata.

## Edizioni
- Steven Harper, LCSI: Morte sulla Luna, collana Il Giallo Mondadori n.2973, Arnoldo Mondadori Editore, 2009.